# Asamkirche (Ingolstadt)

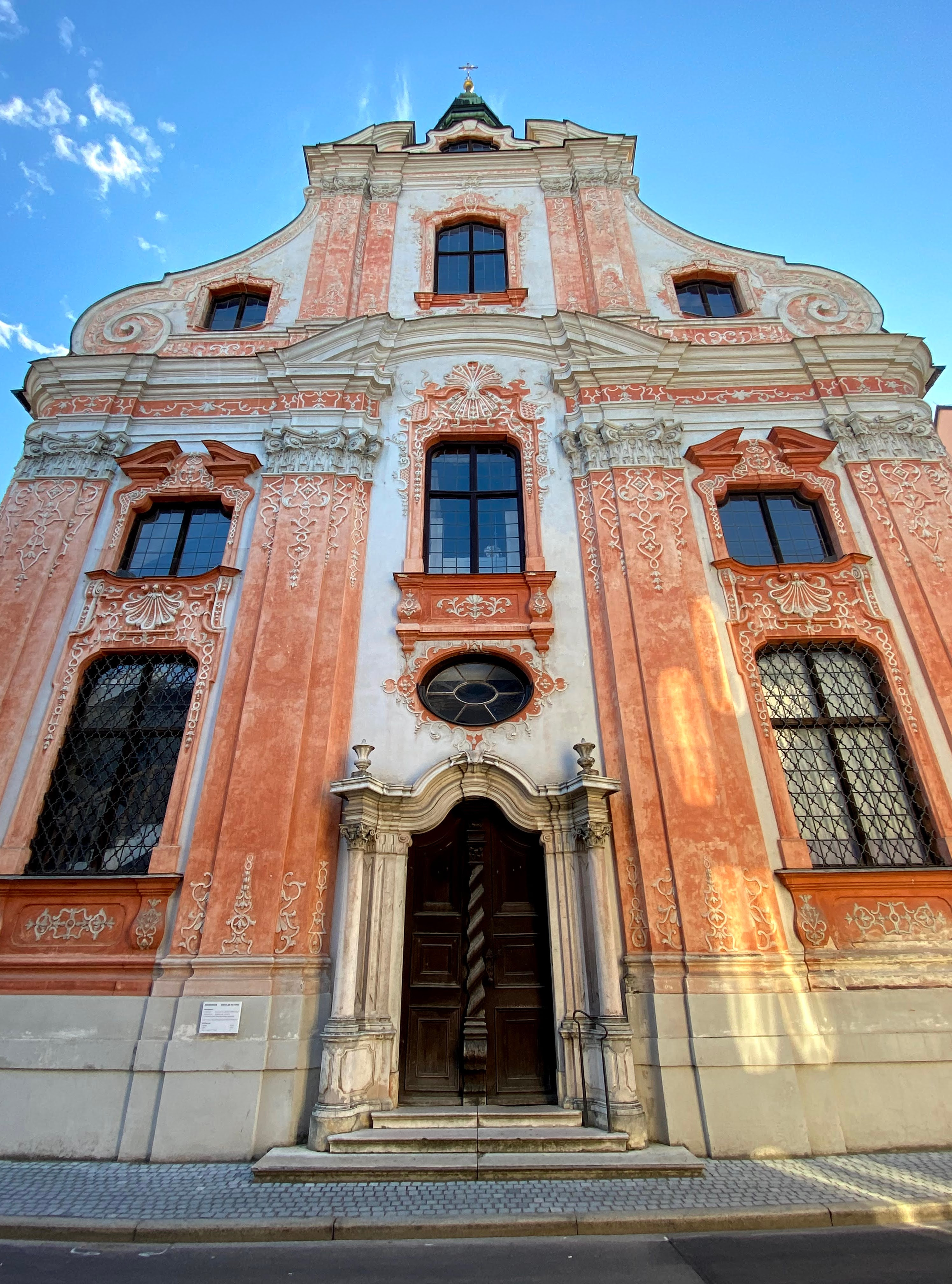
Fassade der Asamkirche Ingolstadt

Die Asamkirche (offiziell lateinisch St. Maria de Victoria bzw. deutsch St. Maria vom Sieg) ist eine barocke Kirche im oberbayerischen Ingolstadt, die von den Brüdern Cosmas Damian und Egid Quirin Asam am Höhepunkt ihrer Schaffenszeit erbaut wurde.

## Geschichte

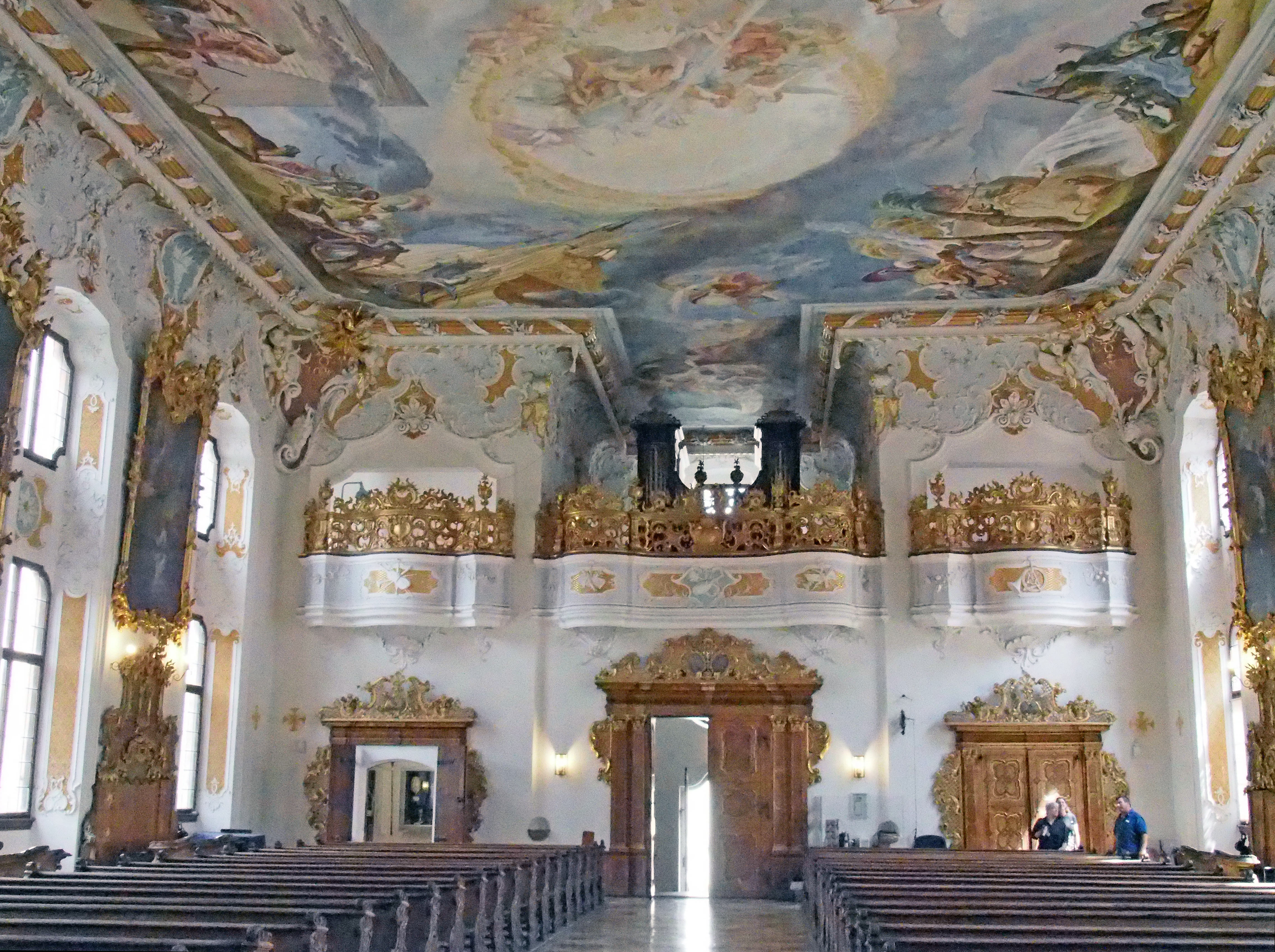
Innenraum mit Orgelempore

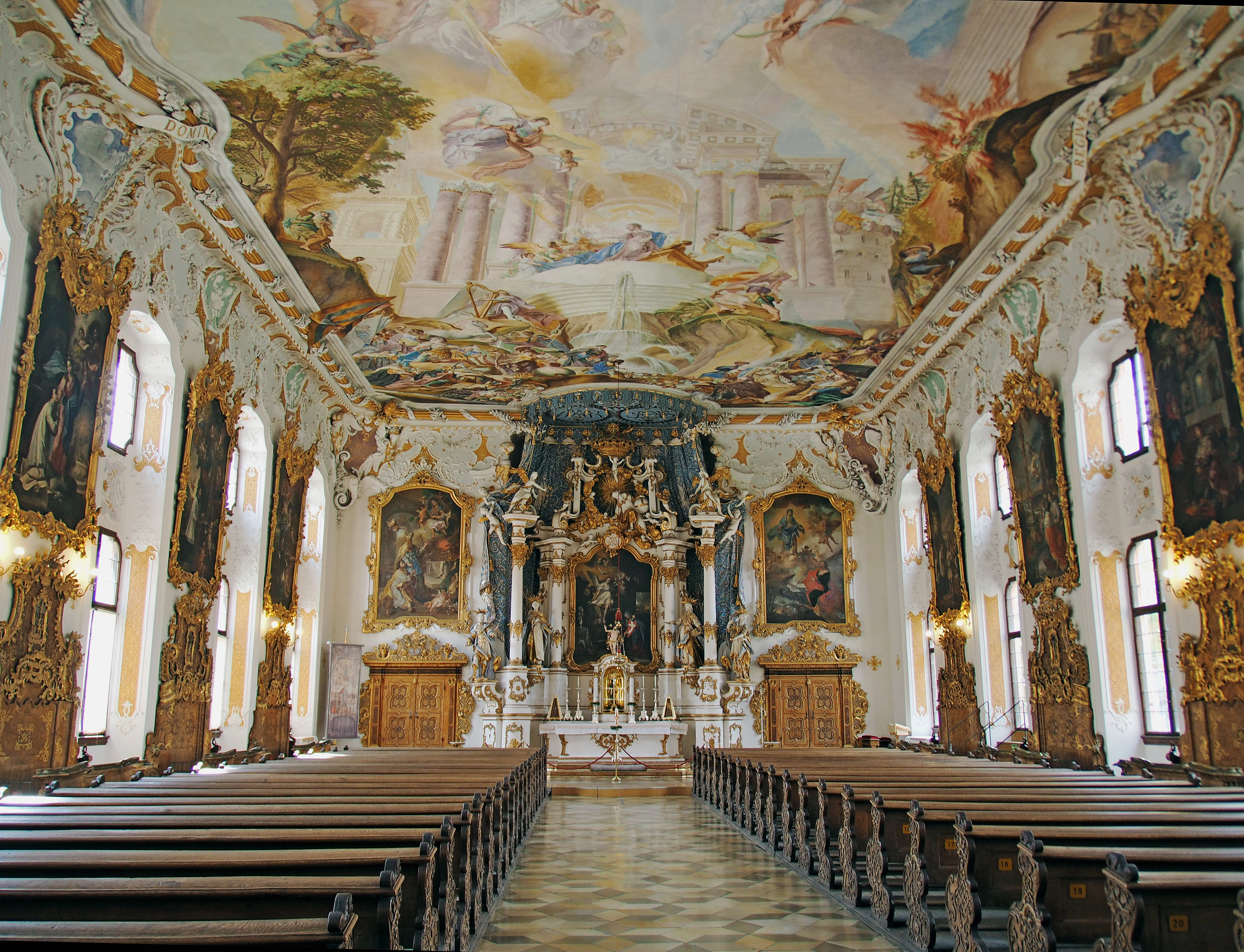
Innenraum mit Altar

Mit dem Bau des als Versammlungsraum und Oratorium der Marianischen Studentenkongregation der Universität Ingolstadt konzipierten Gebäudes wurde mit der Grundsteinlegung am 30. April 1732 begonnen. Die Grundsteinlegung erfolgte durch den damaligen Rektor der Universität, Max Ignaz von Planckh. Die Kongregation war 1577 vom Jesuitenkolleg Ingolstadt gegründet worden und hatte zunächst im Kolleg ihren Betsaal. Mit Auflösung des Jesuitenordens sollte die Studentenverbindung nun ein eigenes Oratorium erhalten. Architekt des Gebäudes war Egid Quirin Asam, während Michael Anton Prunthaler der ausführende Stadtmaurermeister war. Anderen Angaben zufolge lässt sich die Urheberschaft eines der Asam-Brüder für den Bauentwurf nicht belegen. 1733 wurden die Fassaden und ein Jahr später der Innenraum stuckiert. Am 1. Juli 1736 fand die Benedizierung statt. Im Zuge der Verlegung der Universität nach Landshut und als Folge der Säkularisation schenkte der bayerische Kurfürst Maximilian IV. Joseph das Gebäude der Stadt Ingolstadt. Das Gebäude wurde zuerst als Gebetssaal der Marianischen Kongregation Ingolstadt genutzt. Im Jahr 1807 wurde der Kongregationssaal zur Kirche erhoben.

## Ausstattung
Während das Äußere der Asamkirche dem Barock verhaftet ist, weist die Ausstattung überwiegend Merkmale des Rokoko auf. 
Der heutige Altar stammt wohl aus der Zeit um 1760 und ersetzte wahrscheinlich einen älteren. Das 1675 datierte Altarbild ist somit älter als die Kirche „Maria de Victoria“. Es zeigt die Verkündigung an Maria und wurde von dem Landshuter Künstler Franz Geiger geschaffen.
Der Innenraum wird von einem 490 Quadratmeter großen Deckengemälde dominiert, das weltweit größte Flachdeckenfresko. Es zeigt Maria als Königin des Himmels und Mittlerin der göttlichen Gnaden. Geschaffen wurde das Kunstwerk von dem deutschen Maler Cosmas Damian Asam. Besonders beeindruckend ist die Vermischung von Perspektiven. In den Ecken der Decke sind die Kontinente Europa, Asien, Afrika und Amerika dargestellt.

Deckenfresko
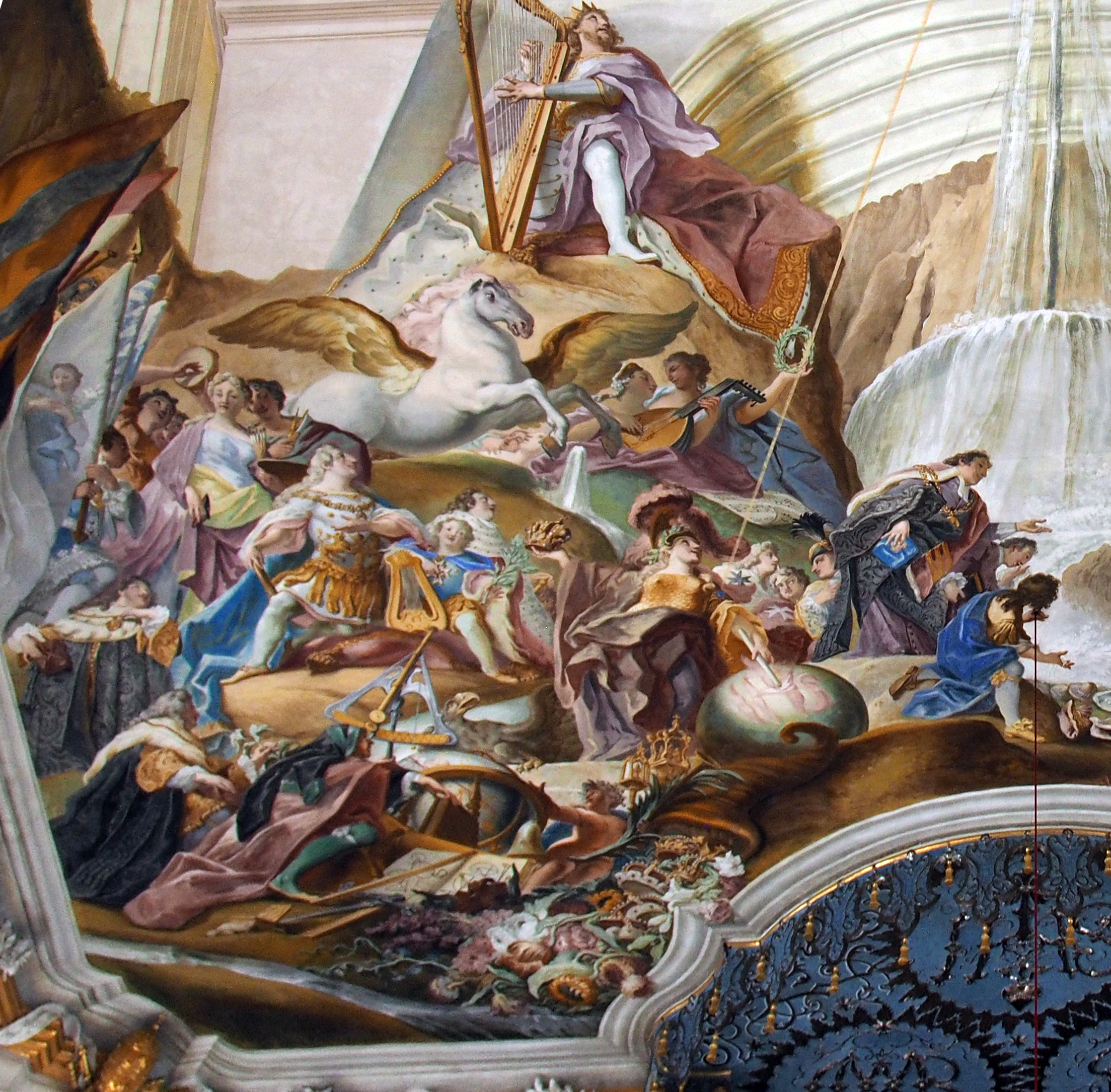
Europa
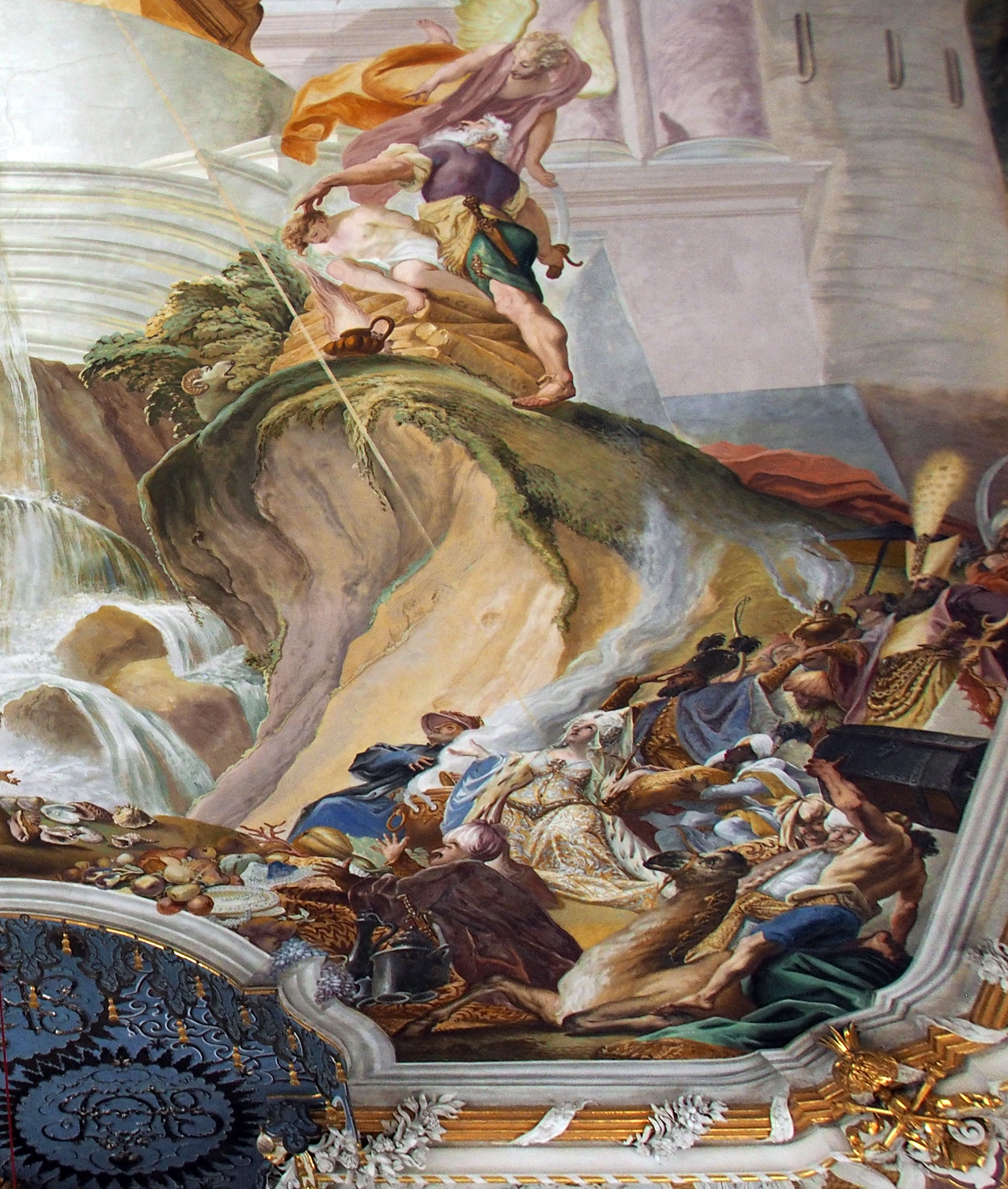
Asien
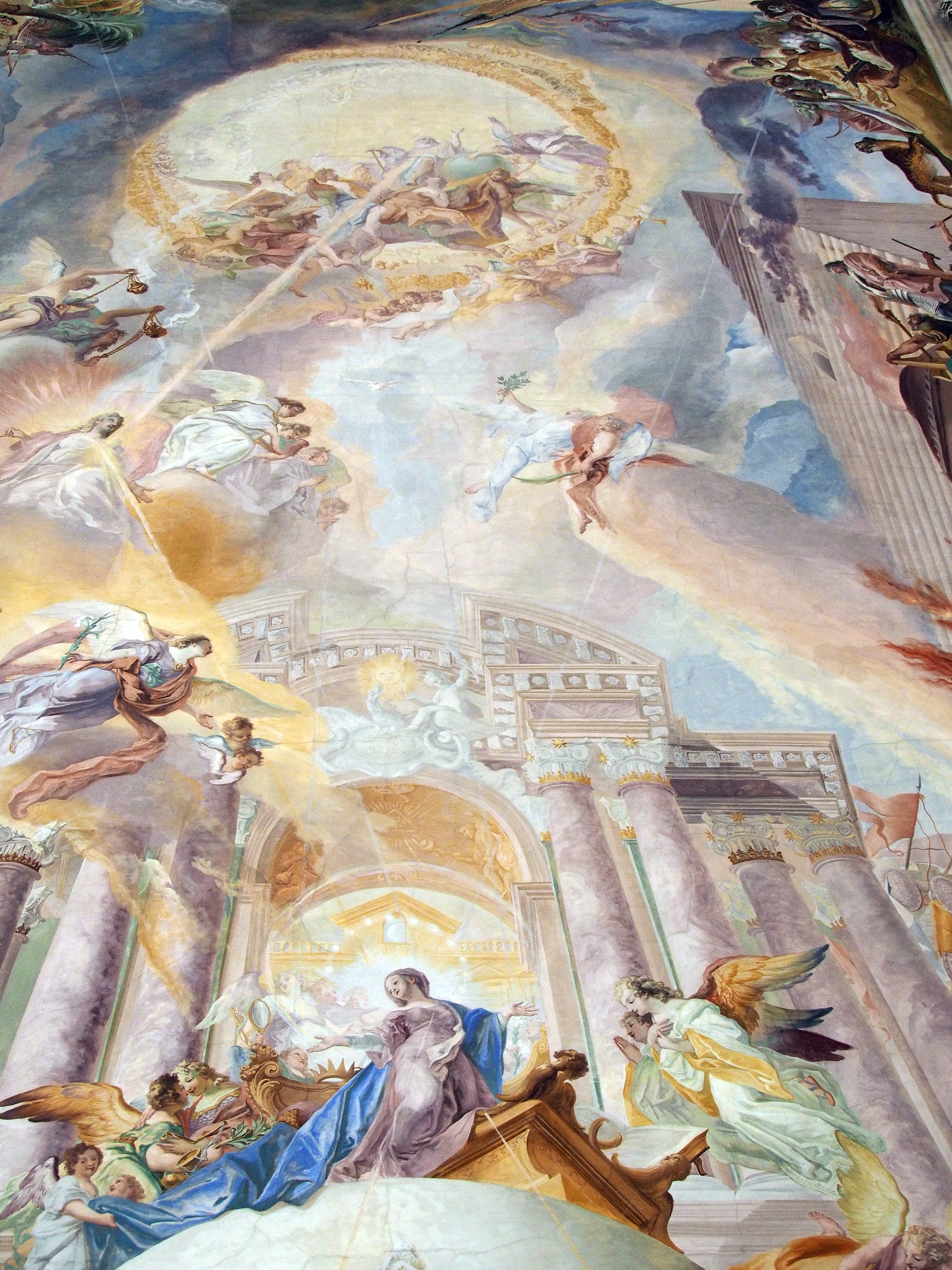
Zentrum
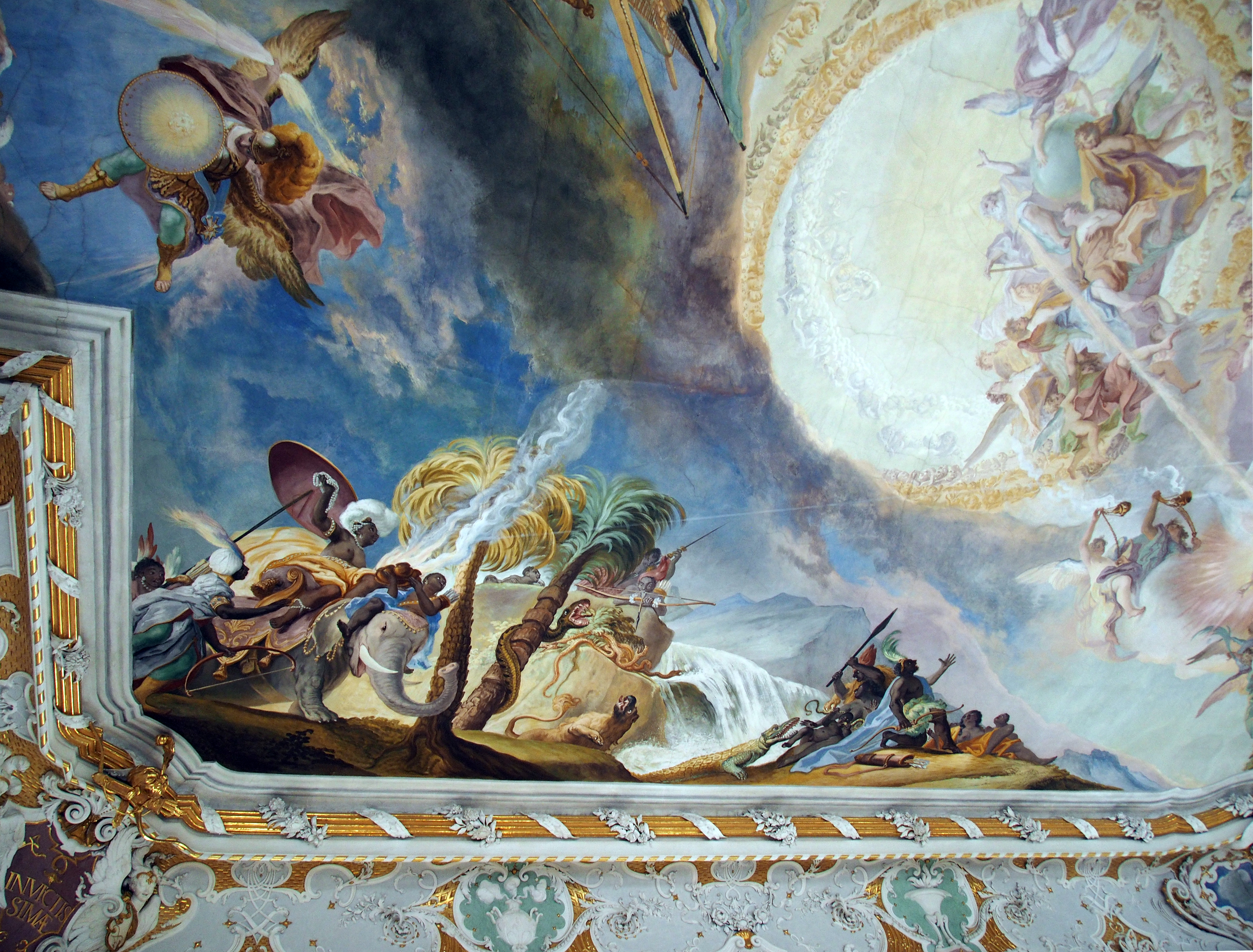
Afrika
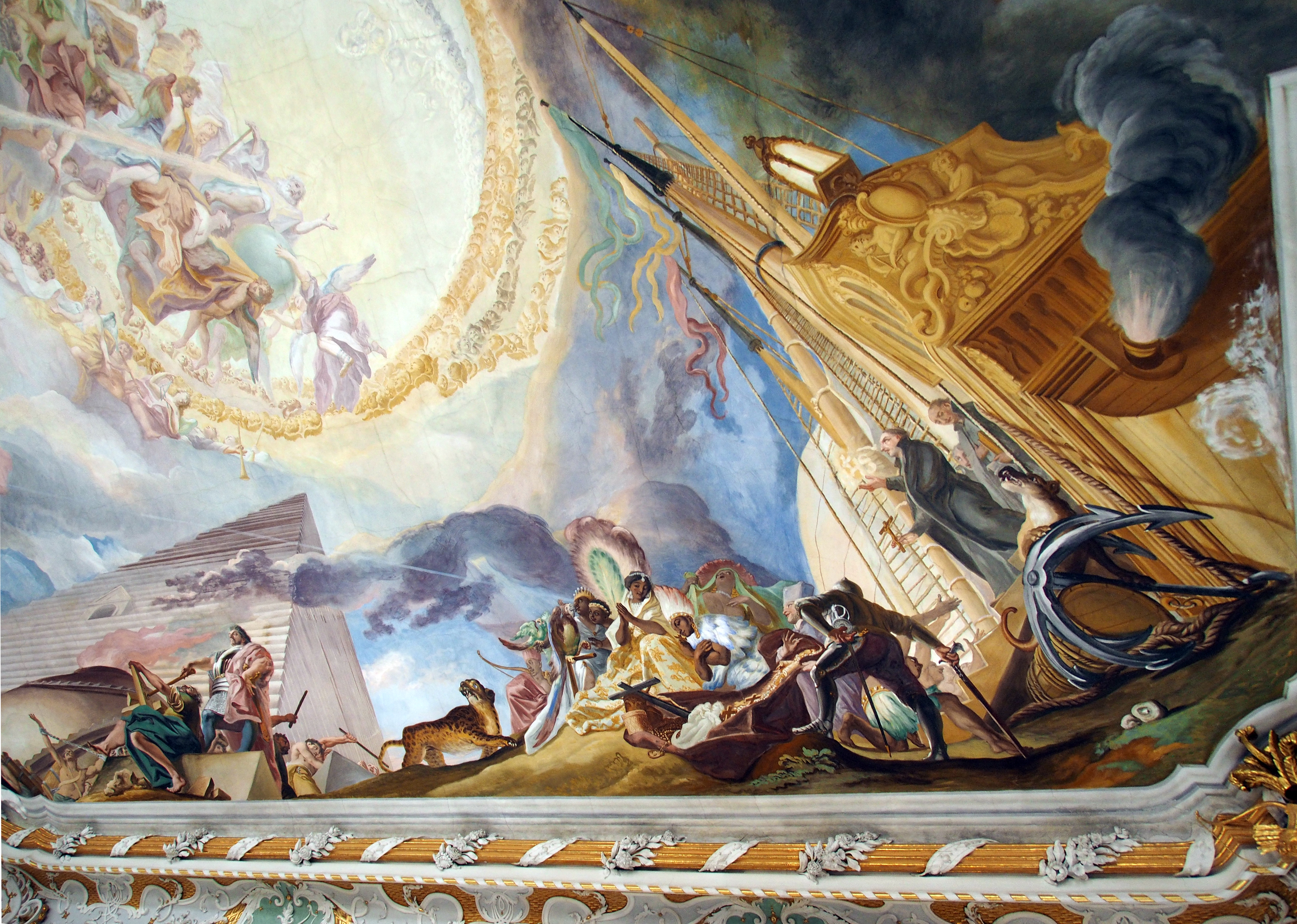
Amerika

### Lepanto-Monstranz

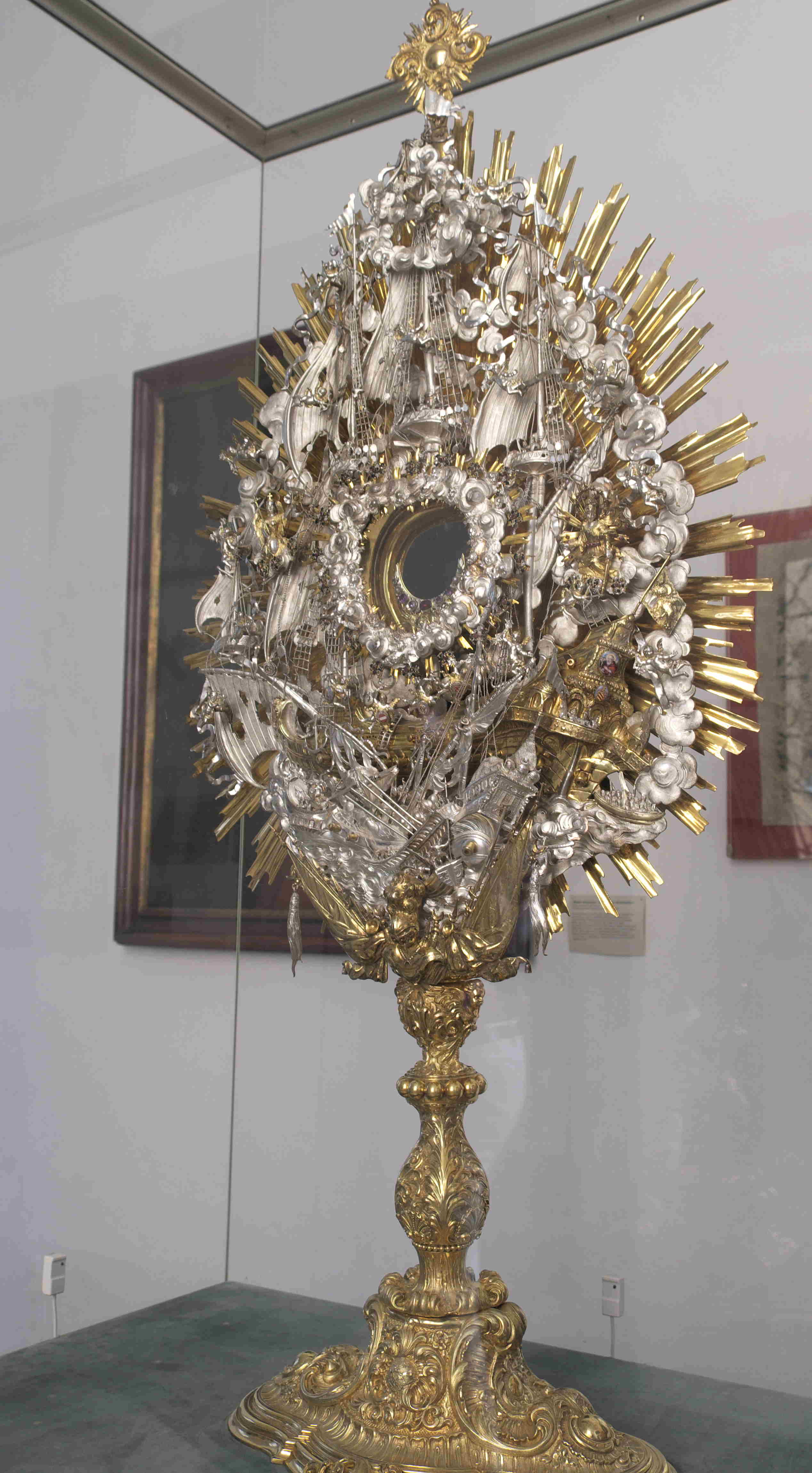
Lepanto-Monstranz von 1708

In der Sakristei der Kirche steht die 18 kg schwere Lepanto-Monstranz aus teilweise vergoldetem Silber, eine Arbeit des Augsburger Goldschmieds Johannes Zeckl bzw. Zeckel (1708). Sie stellt die Seeschlacht von Lepanto am 7. Oktober 1571 zwischen Christen und Türken auf eindrucksvolle detailreiche Weise dar. Sie wurde für die Kirchengemeinde „Bürgerkongregation Maria vom Sieg“ Ingolstadt geschaffen. Aufgrund ihrer künstlerischen Gestaltung gilt sie als eine der wertvollsten Monstranzen der Welt. Sie zeigt, wie unter dem Kreuz und der Taube des Heiligen Geistes Engel in das Geschehen eingreifen. In den drei Mastkörben der christlichen Schiffe sind die Oberbefehlshaber und Kommandanten der siegreichen Mächte zu sehen. Vermutlich handelt es sich um Marcantonio Colonna, Don Juan de Austria und Sebastiano Venier. Die Türken versinken im geborstenen Schiff, einige sitzen im Rettungsboot. Das Ostensorium für die konsektrierte Hostie ist von einem Wolkenkranz mit Engeln umgeben. Der Fuß der Monstranz, ehemals ein Türkenkopf, nach anderen Angaben „ein kniender Türke aus massivem Gold und mit Perlen besetzt“, wurde bei der Säkularisation vernichtet und 1892 ersetzt.
Daneben befindet sich in der Sakristei das sogenannte Tilly-Kreuz, ein Kreuz, das der Feldherr Johann t’Serclaes von Tilly angeblich auf seinen Feldzügen mitführte. Außerdem wird hier ein Fatschenkind im Schrein aus dem 18. Jahrhundert aufbewahrt.

## Orgel

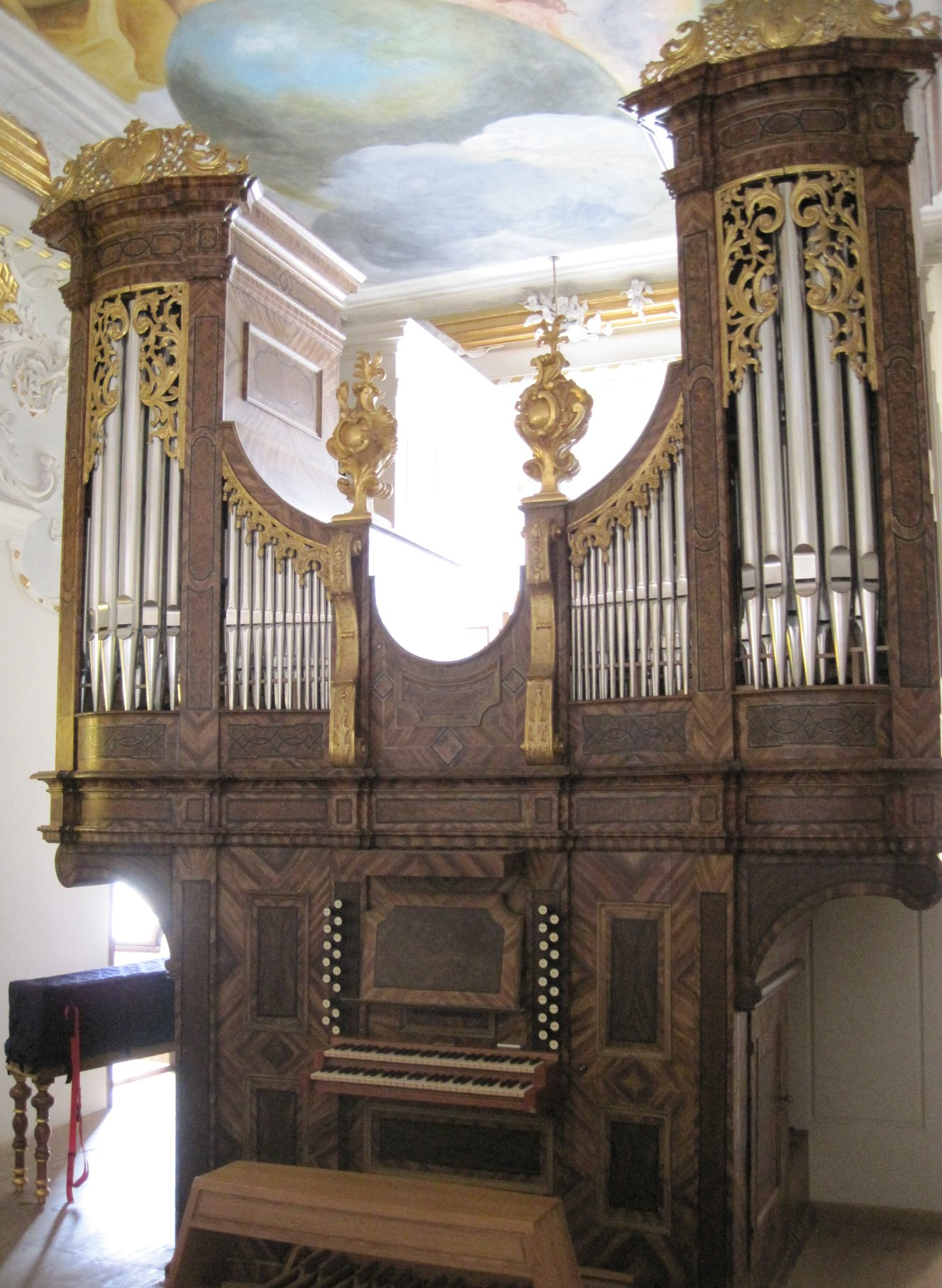
Orgel

Die Orgel der Asamkirche geht zurück auf ein Instrument, das im Jahre 1987 durch den Orgelbauer Georg Jann (Laberweinting) erbaut worden war. Mit Blick auf die für den Kirchenraum erforderliche Gravität wurde das Instrument im Jahre 2006 durch die Orgelbaumanufaktur Kuhn (Männedorf, Schweiz) restauriert und die Disposition leicht verändert. Das Hauptwerk erhielt zwei neue Register, wodurch die vormalige Quintade 8' entfiel und die Oboe 8' nun im Hinterwerk steht. Sie ersetzt den vormaligen Scharf III 1′, der ersatzlos wegfiel. Im Pedal wurde ein neues Zungenregister 16′ eingefügt, für das die vormalige Bauernflöte 2′ entfiel.
Das Instrument hat Schleifladen, die Spiel- und Registertrakturen sind mechanisch. Es steht in einem historischen Gehäuse, das im Jahre 1736 von Caspar König erschaffen wurde.
| I Hauptwerk C–g3 |                  |        |   |
| 1.               | Principal (ab F) | 8′     | K |
| 2.               | Rohrflöte        | 8′     |   |
| 3.               | Praestant        | 4′     |   |
| 4.               | Spitzflöte       | 4′     |   |
| 5.               | Quinte           | 2 ⁄3′  |   |
| 6.               | Oktave           | 2′     |   |
| 7.               | Terz             | 1 3⁄5′ |   |
| 8.               | Mixtur III–IV    | 1 ⁄3′  |   |
| 9.               | Cymbel II        | 1⁄1′   |   |
| 10.              | Trompete         | 8′     | K |
|                  | Tremulant        |        |   |

| II Hinterwerk C–g3 |              |        |
| 11.                | Gedackt      | 8′     |
| 12.                | Dolcan       | 8′     |
| 13.                | Rohrgedackt  | 4′     |
| 14.                | Nasard       | 2 ⁄3′  |
| 15.                | Principal    | 2′     |
| 16.                | Traversflöte | 2′     |
| 17.                | Terz         | 1 3⁄5′ |
| 18.                | Quinte       | 1 ⁄3′  |
| 19.                | Sifflöte     | 1′     |
| 20.                | Oboe         | 8′     |
|                    | Tremulant    |        |

| Pedal C–f1 |             |     |   |
| 21.        | Subbass     | 16′ |   |
| 22.        | Oktavbass   | 8′  |   |
| 23.        | Gedecktbass | 8′  |   |
| 24.        | Choralbass  | 4′  |   |
| 25.        | Posaune     | 16′ | K |
| 26.        | Posaune     | 8′  |   |

- Koppeln: II/I, I/P, II/P
- Nebenregister: Glockenspiel, Rossignol.

K = neues Register von Kuhn, 2006